# Fils de l'Homme
Pour les articles homonymes, voir fils de l'homme.
 (mai 2009).
Si vous disposez d'ouvrages ou d'articles de référence ou si vous connaissez des sites web de qualité traitant du thème abordé ici, merci de compléter l'article en donnant les références utiles à sa vérifiabilité et en les liant à la section « Notes et références ».
Le Fils de l'Homme est une figure eschatologique en usage dans les milieux apocalyptiques judaïques dès la période post-exilique. Cette expression apparaît notamment dans le Livre de Daniel. Dans les évangiles, c'est le titre que reprend le plus souvent Jésus lorsqu'il parle de lui-même.  
L'expression elle-même est la « traduction littérale du grec uios tou anthrôpou, décalque de l'araméen bar nasha, mots employés au temps de Jésus comme substitut linguistique pour « être humain » ou « homme », pour les pronoms indéfinis « quelqu'un » ou « on », et pour « je » ». Dans la Vulgate, traduction latine de la Bible, l'expression filius hominis est utilisée.
Les interprétations auxquelles elle a donné lieu dans le christianisme ont fait glisser le sens initial vers l'humanité de Jésus.

## Dans le judaïsme
L'expression hébraïque « fils de l'homme » (בן–אדם, ben-adam) apparaît 107 fois dans le Tanakh, dont 93 dans le Livre d'Ézéchiel.
Selon l'Ecole biblique de Jérusalem, « le Fils de l'homme », en grec ho huios tou anthropou, est un sémitisme calquant l'araméen bar enas/anasa et l'hébreu ben adam, et signifiant « quelqu'un », « être humain », « cette personne », « on », « moi », dans des contextes soulignant la précarité de la condition humaine (...). L'historien des religions Geza Vermes remarque que le mot araméen barnasha (« fils de l'homme ») signifiant « cette personne »  est utilisé dans la littérature rabbinique comme une manière humble et modeste de se référer à soi-même, au locuteur. Chez Ezéchiel, le titre apparaît 85 fois pour désigner le prophète faible et résistant à qui Dieu confie une mission pénible. Mais chez lui aucun sens ésotérique n'est attaché à l'expression.
Une importante attestation remonte au septième chapitre du Livre de Daniel, daté de la persécution d'Antiochos Épiphane, peu avant la révolte des Maccabées (vers 160 av. J.-C.). Daniel commence par annoncer: « Quatre bêtes énormes sortirent de la mer (...). Un Ancien s'assit. Son vêtement était blanc comme la neige (...) son trône était des flammes de feu. (...) Mille milliers le servaient (...) Le tribunal était assis. Les livres étaient ouverts » (Daniel 7, 9-10). Puis il poursuit :

« Je regardais dans les visions de la nuit, et voici que sur tes nuées vint comme un Fils d’homme ; il s’avança jusqu’au vieillard, et on le fit approcher devant lui. Et il lui fut donné domination, gloire et règne, et tous les peuples, nations et langues le servirent. Sa domination est une domination éternelle qui ne passera point, et son règne ne sera jamais détruit. »

 (Daniel, 7:13,14)
L'Ecole Biblique de Jérusalem interprète la vision de Daniel de la manière suivante : « L'apparition de celui qui est comme un fils d'homme intervient après la vision des quatre bêtes et l'installation du tribunal divin (...) ce fils d'homme représente la communauté des saints du Très-Haut livrés (...) durant environ trois ans et demi, puis justifiés et exaltés après la terrible épreuve. C'est une figure collective désignant Juda au moment de la persécution d'Antiochus Epiphane (167-164), mais aussi la personne du chef eschatologique à qui seront confiés un empire éternel et un royaume indestructible ».
Bar nasha (« Fils de l'homme ») est un aramaïsme pour dire « un homme ». D'après le texte, il reçoit de Dieu la domination éternelle et eschatologique sur la Création, met fin au règne des méchants (Antiochus) et à l'abomination de la désolation (la transformation du Temple de Jérusalem en sanctuaire païen).
Il semble que nous soyons en présence d'une figure qui combine des traits empruntés au judaïsme le plus classique : le Messie, descendant de David, roi d'Israël qui libère son peuple et rétablit sa prospérité (figure connue au moins depuis le temps du prophète Ésaïe) ; et à l'Iran : le « Saoshyant » qui rétablira, selon le zoroastrisme (qui a influencé les Juifs à Babylone), la justice universelle par une régénération eschatologique du monde.
Plus exactement encore, il s'agit d'une réinterprétation du messianisme juif dans les cadres perses, accentuant l'aspect eschatologique et apocalyptique de l'espérance.[réf. nécessaire].
Bar nasha a été traduit littéralement en grec par la Septante Uios tou anthropou, « fils de l'homme ».
La figure est attestée dans de nombreux écrits apocalyptiques juifs, notamment le Livre d'Hénoch ou l'Apocalypse d'Esdras avant d'être reprise par Jésus.

## Dans le christianisme
Le titre de « Fils de l'Homme » est présent dans les quatre Évangiles seulement dans les propres paroles de Jésus parlant de lui à la troisième personne. Il n'apparaît que rarement dans les autres écrits du Nouveau Testament et il est absent des écrits de l'Église primitive, autres que ceux du Nouveau Testament . Il existe plus de quatre-vingts passages dans les Évangiles, où Jésus de Nazareth se nomme lui-même « Fils de l'homme ». C'est le titre qu’il emploie le plus fréquemment lorsqu'il parle de lui-même à la troisième personne. Il se présente à la fois comme le futur juge eschatologique, celui qui, comme Dieu, est d'une part « celui qui est » comme YHVH s'est révélé à Moïse (Exode 3, 14) et celui qui a le pouvoir de remettre les péchés et maîtrise le temps de sabbat :
« Il faut, ajouta-t-il, que le Fils de l’homme souffre beaucoup, qu’il soit rejeté par les anciens, par les grands prêtres et par les scribes, qu’il soit mis à mort et qu’il ressuscite le troisième jour. […] Celui qui aura eu honte de moi et de mes paroles, le Fils de l’homme aura honte de lui, lorsqu’il viendra dans sa gloire et celle du Père et des saints anges » (Luc 9, 22 et 26).
"Quand vous aurez élevé le Fils de l'homme, alors vous saurez que je suis" (Jean 8, 28).
"Celui qui se sera prononcé pour moi devant les hommes, le Fils de l'homme se prononcera aussi pour lui devant les anges de Dieu" (Luc 12, 8).
"Le Fils de l'homme a le pouvoir sur terre de remettre les péchés" (Marc 2, 10 ). "Le Fils de l'homme est maître même du Sabbat" (Marc 3, 1).
Le prophète Daniel parle dans son chapitre 7 de quelqu'un qui est comme un fils d'homme, lequel est souvent rapproché du Fils de l'homme qu'est Jésus. En particulier, un rapprochement entre la vision de Daniel et Jésus peut être fait en ce qui concerne la Transfiguration en accomplissement de la promesse de Jésus : "Certains ne mourront pas avant de voir le Fils de l'homme venir comme roi » (Matthieu 16, 28). Comme Daniel, les apôtres voient un homme éclatant de lumière (Daniel 10, 6 et Matthieu 17, 2). Au son d'une voix, ils tombent la face contre terre, effrayés (Daniel 10, 9 et Matthieu 17, 6). Puis touchés par une main et réconfortés, ils se relèvent (Daniel 10, 9 et Matthieu 17, 7)." 
Selon le premier verset du troisième chapitre du Livre de Malachie, la venue eschatologique de Dieu doit être manifestée par celle d'un ultime messager. La tradition juive attendait le retour d'Élie, la tradition chrétienne confie ce rôle de messager à Jean-Baptiste (cf. Matt, 3:3). Lors de son entrée à Jérusalem le jour des Rameaux, monté sur un âne, monture royale, et en purifiant le Temple, Jésus semble s'identifier au Messie lui-même. La méthode de la Formgeschichte a prouvé qu'il est impossible de remonter plus haut que les témoignages (et confessions de foi) des premiers chrétiens à propos de Jésus.
Les premiers chrétiens identifient le « Fils de l'Homme » au Christ glorieux dont ils attendent la parousie. Le plus éloquent exemple de cet emploi se trouve dans le livre des Actes des Apôtres, 7 ,55-56 dans le discours d'Étienne devant le Sanhédrin au moment de son martyre :
« Étienne était en face de ses accusateurs. Rempli de l’Esprit Saint, il regardait vers le ciel ; il vit la gloire de Dieu, et Jésus debout à la droite de Dieu. Il déclara : « Voici que je contemple les cieux ouverts : le Fils de l'homme est debout à la droite de Dieu. »
Cette christologie primitive est par conséquent attribuée aux hellénistes : Jésus, le crucifié, a été intronisé dans le Ciel Fils de l'Homme et se manifestera (bientôt) comme tel par sa venue eschatologique.[réf. nécessaire]
Ce thème revient dans l'Apocalypse :
« Alors je me retournai pour voir quelle était la voix qui me parlait ; et quand je me fus retourné, je vis sept chandeliers d’or, et, au milieu des chandeliers, quelqu’un qui ressemblait à un fils d’homme ; il était vêtu d’une longue robe, portait à la hauteur des seins une ceinture d’or ; sa tête et ses cheveux étaient blancs comme de la laine blanche, comme de la neige, et ses yeux étaient comme une flamme de feu ; ses pieds étaient semblables à de l’airain qu’on aurait embrasé dans une fournaise, et sa voix était comme la voix des grandes eaux. Il tenait dans sa main droite sept étoiles ; de sa bouche sortait un glaive aigu, à deux tranchants, et son visage était comme le soleil lorsqu’il brille dans sa force. Quand je le vis, je tombai à ses pieds comme mort ; et il posa sur moi sa main droite, en disant : « Ne crains point ; je suis le Premier et le Dernier, et le Vivant ; j’ai été mort, et voici que je suis vivant aux siècles des siècles je tiens les clefs de la mort et de l’enfer. » » (1, 12:19)
Dans la théologie chrétienne ultérieure, le titre de « Fils de l'Homme » sera compris comme désignant l'humanité de Jésus, et le titre de « Fils de Dieu », sa divinité, dans le cadre de la doctrine chalcédonienne des deux natures (vere deus, vere homo).